# Horacio Simaldone
Horacio Simaldone (Salto, 7 agosto 1958) è un ex calciatore argentino.

## Palmarès

### Campionati nazionali
- Primera B Nacional

Colo-Colo: 1983
- Copa Polla Gol (Oggi Copa Chile)

Colo-Colo: 1985
- Copa Apertura Segunda División

O'Higgins: 1986